# Matěj Polidar
Matěj Polidar (* 20. prosince 1999 Praha) je český profesionální fotbalista, který hraje na pozici křídelníka či krajního obránce za český klub FK Jablonec, kde je na hostování ze Sparty Praha.

## Klubová kariéra

### AC Sparta Praha
V létě 2019 Matěj přestoupil do Sparty. V sezoně 2019/2020 zůstal na hostování v Příbrami. Před startem ročníku 2020/2021 se připojil k A-týmu Sparty

### 1. FK Příbram
Polidar je odchovancem Příbrami. Na podzim 2018 se začal zapojovat do přípravy s A-týmem, debut odehrál 17. března 2019, když v utkání 25. kola proti Slavii vystřídal v 81. minutě Voltra. Nastupoval jako levý záložník, ke konci ročníku hrál i jako levý obránce a v nadstavbě nastupoval jako hrotový útočník. První gól vstřelil 14. května 2019 ve třetím kole nadstavbové skupiny o sestup Bohemians. V sezoně 2019/20 začal za Příbram nastupoval v každém utkání, převážně na pozici útočníka nebo ofenzivního záložníka. V září 2019 podepsal čtyřletou smlouvu se Spartou, která ho pro zbytek sezony nechala na hostování v Příbrami.